# Antonia Suau Mercadal
Antonia Suau Mercadal (24 de agosto de 1908, Palma de Mallorca - 23 de julio de 2003, Valldemosa) fue una de las primeras catedráticas de Lengua y Literatura de Segunda Enseñanza de España. Activa colaboradora en las tareas pedagógicas del Instituto-Escuela de Madrid y en la Residencia de Señoritas, participó también en investigaciones relacionadas con su campo disciplinar en el Centro de Estudios Históricos, y fue protagonista de la experiencia pedagógica innovadora del Instituto  Obrero de Valencia durante los años finales de la II República, ya como catedrática de Enseñanza Media. Acabada la Guerra Civil sufrió un proceso de depuración y en 1943, mediante oposición libre obtuvo de nuevo una plaza de catedrática de Lengua y Literatura de Enseñanza Media en el Instituto de Bilbao. En 1961 se trasladó al Instituto «Ramón Llull» de Palma de Mallorca, donde se jubiló en 1978.

## Formación y primeros trabajos
Antonia Suau estudió bachillerato en el Instituto de Palma, el Instituto Balear (después llamado «Ramón Llull»). Obtuvo el Grado de Bachiller el 6 de agosto de 1925. Gabriel Alomar Villalonga, entonces catedrático de Lengua y Literatura Castellana de dicho instituto, fue profesor suyo y su mentor posteriormente en Madrid.
El curso 1924-25 inició la carrera de Filosofía y Letras como alumna no oficial en la Universidad de Barcelona, finalizándola en 1929 con excelentes calificaciones. Se desplazó entonces a Madrid, donde inmediatamente entró en contacto con intelectuales del momento y con la Institución Libre de Enseñanza. De la mano de Américo Castro, que entonces colaboraba con Ramón Menéndez Pidal en el Centro de Estudios Históricos (CEH), fue una de las escasas mujeres de la Escuela de Filología Española del CEH, participando junto a investigadores como Tomás Navarro Tomás, Rafael Lapesa, Amado Alonso, Dámaso Alonso y Samuel Gili Gaya en proyectos como el Atlas Lingüístico de la Península Ibérica (ALPI) o el Tesoro Lexicográfico (1492-1726) y elaborando  fichas para los glosarios de documentos de los siglos XI al XV. Asimismo, trabajó con Samuel Gili Gaya en la elaboración del Diccionario Histórico. Trabó entonces amistad con María de Maeztu que estaba la Sección de Filosofía Contemporánea del CEH y era la directora de la Residencia de Señoritas. Ya como residente, se impregnó del espíritu gineriano e institucionista del centro. Allí estaba rodeada de mujeres que preparaban el acceso o que ya eran alumnas de la Escuela de Estudios Superiores del Magisterio, de universitarias –como su propia hermana menor, Concepción Suau, una de las primeras mujeres farmacéuticas–, de jóvenes dedicadas a tareas de investigación en entidades científicas de la Junta para la Ampliación de Estudios o de la Universidad, alumnas de bachillerato, de la Escuela de Comercio, de la Escuela de Pintura, Escultura y Grabado, del Conservatorio de Música, o que simplemente querían ampliar su formación.
De 1930 a 1936 la Residencia ofrecía ciclos de conferencias en los que Antonia Suau participó activamente. Impartió conferencias sobre «La muerte en el Arte» o «Dos tipos de mujer (en Lope de Vega y Galdós)» junto a conferenciantes tan ilustres como Rafael Alberti, Claudio Sánchez Albornoz, Pedro Salinas, Federico García Lorca, Miguel de Unamuno o la propia María de Maeztu. Durante los cursos 1931 a 1933 desempeñó el cargo de bibliotecaria en compañía de Enriqueta Martín, Carmen Posada, Nora Sweeney y Carmen Nieto. En este periodo encontramos a Antonia Suau también como responsable de la Sección Literario-Científica de la Asociación de Alumnas, promoviendo la realización de conferencias y visitas a instituciones culturales –la Biblioteca Nacional, los estudios cinematográficos de la CEA, los talleres editoriales de Prensa Española y la Granja Poch–, conciertos, recitales de poesía y representaciones de danza y teatro. Asimismo la encontramos participando en sesiones dedicadas al arte al lado de críticas y escritoras como María Luisa Caturla, Isabel Oyarzábal y presentando sesiones dedicadas al arte autóctono y la artesanía, así como a cuestiones iconográficas.
En el curso 1931-1932 Antonia Suau  accedió a la sección de Lengua y Literatura españolas del Instituto-Escuela madrileño en la categoría de «aspirante al magisterio secundario», manteniéndose allí comprometida con los valores y programas educativos de la Segunda República, y en contacto estrecho con las residentes de la Residencia de Señoritas o quienes trabajaban en centros dependientes de la Junta para la Ampliación de Estudios, lugares donde había demostrado su capacitación y valía. También se había iniciado en la poesía, publicando en colaboración con algunas de las promesas literarias del momento. A partir del 1 de noviembre de 1933, tras superar las pruebas pertinentes, pasó a ser Profesora Encargada de Curso del Instituto-Escuela, permaneciendo en él hasta finales de 1936. Los profesores del Instituto-Escuela pertenecían al cuerpo de catedráticos de Enseñanza Secundaria y habían sido seleccionados por la JAE por sus méritos académicos y sus simpatías con las corrientes pedagógicas modernas.

## Durante la Guerra Civil
Empezada la Guerra, tras un breve paso como profesora en el Instituto de Murcia, en diciembre de 1937 Antonia Suau se incorporó al Instituto Obrero de Valencia. El treinta de agosto de 1938 fue nombrada catedrática de Lengua y Literatura, tomando posesión el 30 de diciembre. En 1936, cuando ayudaba como enfermera en un hospital de Madrid, había conocido al cineasta de origen italiano y oficial del ejército republicano, Antonio Vistarini, con quien se casó en 1937. Antonio Vistarini murió en Madrid en 1937. La profesora Suau, ya viuda y madre de una niña nacida en 1938, tuvo que comparecer obligatoriamente en Valencia ante el Juez Militar de Funcionarios el 23 de abril de 1939 para declarar no haber participado en actividades del ejército republicano y aducir dos testigos que firmaron que «ha observado buena conducta». Acto seguido fijó su residencia en Palma y el 30 de abril solicitaba, ya desde esta ciudad, la admisión de otra declaración para ser sometida a «depuración profesional conforme a las disposiciones dadas». La Comisión Depuradora C de Madrid acordó por unanimidad la readmisión «al ejercicio del cargo de Profesora Encargada de Curso del Instituto-Escuela de Madrid, sin imposición de sanción» el 24 de julio de 1940. Ya en junio de 1939 había solicitado participar en la convocatoria de oposiciones restringidas que había de realizarse entre los Profesores Encargados de Curso que tuvieran aprobados los cursos de selección, pero fueron aplazadas por Orden de 14 de agosto debido a la petición formulada por muchos excombatientes del ejército franquista –que por supuesto tenían trato de favor– demandando más tiempo para su preparación. Antonia Suau renunció a tomar parte en esta oposición.

## La Posguerra
Ejerció como Profesora Encargada de Curso de Geografía e Historia en el Instituto de Enseñanza Media Femenino de Palma de Mallorca a partir del 12 de diciembre de 1942 durante nueve meses. Tras ser declarados nulos los nombramientos como catedráticos de los Profesores Encargados de Curso realizados en la etapa de la II República, tuvo que presentarse de nuevo a oposiciones. Será en 1943 cuando acceda de nuevo al Cuerpo de Catedráticos de Enseñanza Media por oposición libre. El tribunal tenía como presidente al agustino Rvdo. P. Félix García, del Consejo Nacional de Educación, que renunció. También fueron designados por el Ministerio Francisco Sánchez Castañer, catedrático de la Universidad de Valencia, y los Catedráticos de Instituto Luis Medina Jurado, Agustín Bravo Riesco y Victoriano López González, profesores de los institutos de Melilla, Cáceres y Ferrol, respectivamente. Entre los documentos que presentaban los aspirantes a cátedras figuraban certificados donde se hacía constar su adhesión al nuevo régimen político, ser caballero mutilado de guerra por la patria, medalla de campaña, excombatiente, excautivo, huérfano o persona económicamente dependiente de víctima de la guerra, haber realizado el Servicio Social de la Mujer, o ser excombatiente de la División Azul. Presentaron la documentación pertinente cincuenta y cinco aspirantes, siendo cinco de ellos excluidos en primera instancia. En la relación oficial de opositores figuraban veinte excombatientes, víctimas de la guerra o excautivos. Finalmente se presentó un total de veintitrés aspirantes.
Antonia Suau pudo estabilizar su vida en 1943, aunque siempre parcialmente, al obtener la cátedra del Instituto de Enseñanza Media de Bilbao (con un sueldo anual de diez mil pesetas). En el instituto bilbaíno ejercían profesores que habían sido también en los años treinta «aspirantes al magisterio secundario» en el Instituto-Escuela de Madrid, como el catedrático de Ciencias Naturales Juan Centellas Tomás, catedrático desde 1932, o el catedrático de Física y química, Antonio Escribano Nevado. Estos dos profesores, junto a más de un centenar de catedráticos de ciencias experimentales de bachillerato participaron en los cursos de ampliación y actualización científica o realizaron trabajos de investigación en los centros dependientes de la Junta dentro de España. Hay numerosos testimonios de antiguas alumnas de la profesora Suau en Bilbao. Una de ellas, Begoña García Saiz, dice: «Yo agradezco a todos mis profesores lo que dejaron en mí de su sabiduría y de su afecto, pero si tengo que personificar en alguien, siempre será en Antonia Suau. De ella recuerdo casi todo, especialmente su serenidad, su sonrisa. Y sus clases de Literatura que me familiarizaron con personajes como Aquiles, Ulises..., además de personajes y obras más habituales. ¡Cuántas veces la campana del recreo llegaba como molestia que rompía el encanto! Esta profesora contribuyó a que yo sea profesora de Literatura. Hoy todavía aspiro a transmitir a algún alumno algo de la emoción y el amor a la Literatura que ella puso en mí». Otra alumna, Concepción Marcaida, comenta que era «lo mejor que he visto como profesora, era fuera de serie».
En agosto de 1959 pasó al Instituto masculino de Bilbao. Antonia Suau mantuvo contacto epistolar desde esta ciudad con su maestro Samuel Gili Gaya, también recluido en una especie de exilio interior, y con el que siempre mantuvo amistad. Con él siguió colaborando a distancia, aunque muy ocasionalmente, en estudios etimológicos. La lectura de una de las cartas dirigidas por Gili Gaya a Antonia Suau en 1945, desde Torrelavega, lugar donde fue catedrático hasta su jubilación, es suficientemente explícita: «Yo sigo en mi destierro». El cambio experimentado fue cruel por las condiciones de vida y la sensación de vacío y marginación. Vidas rotas, vidas que se hicieron muy difíciles en el primer franquismo. Muchos de aquellos profesores formados en los proyectos pedagógicos de la II República que optaron por permanecer en nuestro país tuvieron que aceptar, aunque fuera formalmente, las directrices del nuevo régimen o, en caso contrario, quedar al margen. Pero siempre guardando en la memoria las extraordinarias experiencias vividas en los años de su formación y primer ejercicio profesional.

## Últimos años
A comienzos de 1961 la profesora Suau se trasladó al Instituto Nacional Femenino de Enseñanza Media «Juan Alcover» de Palma de Mallorca y tres años más tarde, en 1964, pasó al Instituto «Ramón Llull» de dicha ciudad, donde había hecho sus primeros estudios y en el que se jubilaría en 1978, al cumplir los 70 años. Quiso vivir estos últimos años junto a su hija en Palma y mantuvo una presencia activa en la vida cultural de la ciudad. También en este centro dejaría su impronta en numerosos alumnos como, por ejemplo, la después académica de la RAE, Carme Riera y otros que serían más tarde escritores, profesores y catedráticos de universidad.